# Budapest-Bamako

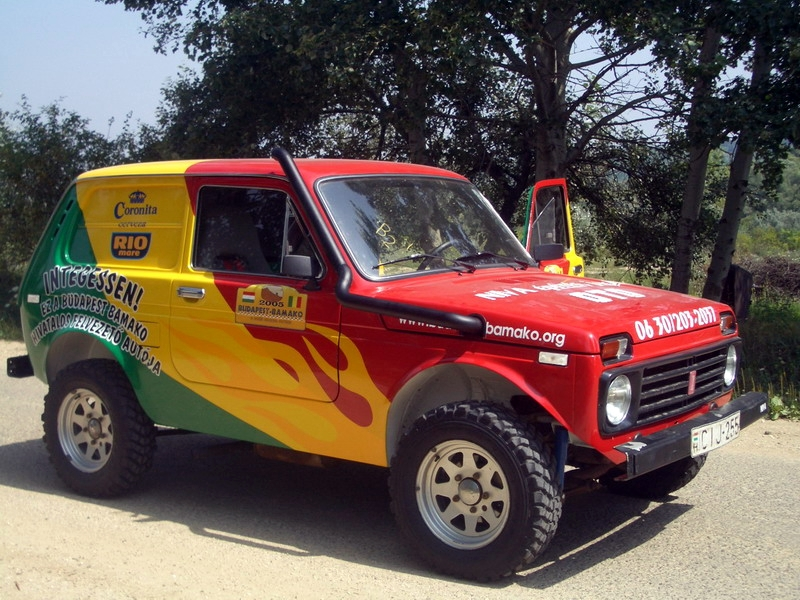
El coche oficial de la organización: un Lada Niva.

El Budapest-Bamako, B2 o Gran Carrera Africana es un rally organizado por un grupo de húngaros. Se trata de un "Dakar" de bajo coste cuyo recorrido va desde Budapest pasando por varios países de Europa y Africa hasta Bamako, atravesando el desierto del Sahara. El recorrido se hace en 14 días.
Está inspirado en el Rally Dakar, pero con un sentimiento de aventura y romance de África más cercano a las primeras ediciones y sin las restricciones de inscripción de las ediciones actuales. Cualquier vehículo que pueda circular legalmente puede inscribirse en la carrera.
Los beneficios obtenidos por el B2 son destinados a organizaciones de caridad locales de Malí.

## Enlaces externos

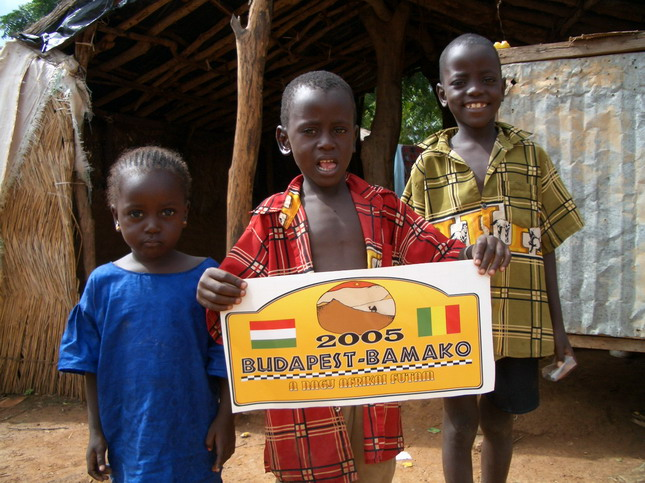
Niños recibiendo el rally en Mahina, Malí.